# Ouro Fino
Ouro Fino là một đô thị thuộc bang Minas Gerais, Brasil. Đô thị này có diện tích 533,795 km², dân số năm 2007 là 32365 người, mật độ 53,5 người/km².